# Der Kreis (Künstlergruppe)

Kreis Galerie in der Straße der Menschenrechte, im April 2009

Der Kreis ist die älteste noch bestehende Vereinigung bildender Künstler der Nachkriegszeit im fränkischen Nürnberg.

## Geschichte
Der Kreis wurde am 3. Juli 1947 auf Anregung von Leo Smigay in Nürnberg gegründet.
Der erste Vorstand des Kreises bestand aus Georg Weidenbacher, Theodor Hugo Fenners und Alois Maier-Lengeling.
Der Zweck der Gruppe ist, laut Gründungsprotokoll, „zeitgenössische Kunst zu pflegen und Ausstellungsmöglichkeiten außer in ihren Räumen, in Nürnberg und anderen Orten zu schaffen.“ Die Zahl der Mitglieder ist satzungsgemäß auf 30 Künstler beschränkt.
Der Kreis besitzt kein gemeinsames künstlerisches Konzept, sondern dient der Unterstützung der Mitglieder bei der Präsentation nach außen, der Pressearbeit und der Organisation von Ausstellungen. Seit seiner Gründung zeigte sich Der Kreis in über 80 Werkschauen in Nürnberg, anderen bayerischen Städten, aber auch in Dortmund, Berlin und Cellepino (Italien).
Ein großes Publikum wollte die Gruppe mit Aktionen im öffentlichen Raum ansprechen, bspw. mit den Aktionen Kreis im Fluß (1987) mit einer Reihe von Kunstwerken in der Pegnitz oder Zehnvorzweitausend (1990) auf dem Nürnberger Hauptmarkt.
Der Kreis war 1978 Gründungsmitglied der Aktionsgemeinschaft Nürnberger Künstlerhaus – Freunde Fränkischer Kunst. Im Kunsthaus Nürnberg finden regelmäßig Ausstellungen der Mitglieder des Kreises statt.
Zum 50-jährigen Jubiläum fand in der Kunsthalle Nürnberg die Ausstellung Der Kreis 1947–1997 statt.
Das Jubiläum nahmen langjährige Mitglieder wie Hans Karl Busch oder Oskar Koller zum Anlass und verließen den Kreis, um Platz für jüngere Mitglieder zu machen.
Seit dem 1. März 2000 stellt der Kreis beim Germanischen Nationalmuseum in der eigenen Galerie, der KREIS Galerie, Kunstwerke der Mitgliedern und von befreundeten Künstlern aus.
Zum 70-jährigen Jubiläum der Künstlergruppe wurde unter dem Motto 70 Jahre Künstlergruppe „Der Kreis“ im KunstKulturQuartier Nürnberg in der Kunstvilla die Sonderausstellung Ein Längsschnitt durch die Kunst in Nürnberg seit 1947 und im Kunsthaus In den Raum gezeigt.
Im August 2023 übernahm die KREIS Galerie Rosa von Praunheims umstrittene Bilder-Schau Jesus liebt mit explizit homoerotischen Motiven, die kurz zuvor in der Nürnberger Egidienkirche auf Druck konservativer Kirchenkreise schließen musste. Über den Vorgang wurde bundesweit berichtet.

## Mitglieder
| - Beate Baberske - Michaela Biet - Chris Bruder - Meide Büdel - Mareike Drobny - Barbara Engelhard - Rolf Fütterer - Jan Gemeinhardt - Christoph Gerling | - Hubertus Hess - Brigitta Heyduck - Christian Hiegle - Caspar Hüter - Udo Kaller - Peter Kampehl - Thomas May - Ortwin Michl - Günter Paule | - Christian Rösner - Ingmar Saal - Pirko Julia Schröder - Susanne Stiegeler - Gerry Schmidt - Florian Tuercke - Franz Weidinger - Achim Weinberg - Hjalmar Leander Weiß |

Auswahl ehemaliger Mitglieder
| - Winfried Baumann - Hubert Baumann - Herbert Bessel - Toni Burghart - Hans Karl Busch - Jakob Dietz - Karl Dörrfuss - Theodor Hugo Fenners - Walter Förster - Thomas Grögler | - Hanns Herpich - Alfred Kohler - Oskar Koller - Ursula Kreutz - Doris Linder-Stösslein - Aja von Loeper - Alois Maier-Lengeling - Armin Mehling - Dore Meyer-Vax - Michael Mathias Prechtl | - Luis Rauschhuber - Theodor Reichart - Klaus Schneider - Gustav Seitz - Peter Thiele - Wilhelm Uhlig - Franz Vornberger - Georg Weidenbacher - Peter Wrede |